# Arena (album de Todd Rundgren)
Pour les articles homonymes, voir Arena.
Albums de Todd Rundgren
Liars
(2004) Todd Rundgren's Johnson
(2011)
Arena est un album de Todd Rundgren sorti en 2008.

## Titres
Toutes les chansons sont écrites et composées par Todd Rundgren.
| 1.    | Mad         | 3:35 |
| 2.    | Afraid      | 4:52 |
| 3.    | Mercenary   | 4:02 |
| 4.    | Gun         | 3:54 |
| 5.    | Courage     | 3:44 |
| 6.    | Weakness    | 5:15 |
| 7.    | Strike      | 3:29 |
| 8.    | Pissin      | 4:39 |
| 9.    | Today       | 5:22 |
| 10.   | Bardo       | 6:13 |
| 11.   | Mountaintop | 4:18 |
| 12.   | Panic       | 3:11 |
| 13.   | Manup       | 4:00 |
| 56:35 |             |      |